# Haugaland
Das Haugaland (bestimmte Form: Haugalandet) ist ein geographisches Gebiet im westlichen Norwegen, das die nördlichen Teile der Fylke Rogaland und des südlichen Vestlandes umfasst. Das Haugaland besteht aus den 9 Kommunen Bokn, Etne, Haugesund, Karmøy, Sauda, Sveio, Tysvær, Utsira, Vindafjord. Etne und Sveio liegen im Fylke Vestland, die anderen 7 Kommunen liegen in der Fylke Rogaland. Die Bevölkerungszahl im Jahr 2006 betrug 96.423 Einwohner.
Haugaland ist einer von 15 Distrikten, die zusammen den Landesteil Vestlandet ausmachen.